# Belo (företag)
Belo Corporation, (NYSE: BLC), är ett amerikanskt företag som äger 20 stycken reklamfinansierade- och två regionala nyhetskanaler i delstaterna Arizona, Idaho, Kentucky, Louisiana, Missouri, North Carolina, Oregon, Texas, Virginia och Washington. 2008 avknoppade Belo Corporation sina verksamheter för skriftliga medier och bildade ett särskilt bolag vid namn A. H. Belo Corporation för att satsa fullt ut på sina nyhetssändningar.